# Cathy Rigby
Cathy Rigby (Los Alamitos, 12 dicembre 1952) è un'attrice e ginnasta statunitense, medaglia d'argento nei Campionati mondiali di ginnastica artistica  del 1970.
Nel 1972 ha vinto la P&G Championships nella categoria femminile e dal 1997 è nell'International Gymnastics Hall of Fame.
Come attrice è nota soprattutto per aver interpretato Peter Pan nell'omonimo musical di Jule Styne, in una performance che replicato nei tour del 1989, 1990 e 2004 e a New York nel 1990 e nel 2005. Per la sua interpretazione della parte è stata candidata al Tony Award alla miglior attrice protagonista in un musical.
È stata sposata con il giocatore di football Tommy Mason.